# Птицька сільська рада
Пти́цька сільська́ ра́да — колишній орган місцевого самоврядування в Дубенському районі Рівненської області. Адміністративний центр — село Птича.

## Загальні відомості
- Птицька сільська рада утворена в 1940 році.
- Територія ради: 77,354 км²
- Населення ради: 3 080 осіб (станом на 2001 рік)

## Населені пункти
Сільській раді підпорядковані населені пункти:
- с. Птича
- с. Замчисько
- с. Кам'яниця
- с. Микитичі
- с. Нова Носовиця
- с. Підлужжя
- с. Стара Носовиця
- с. Турковичі

## Склад ради
Рада складається з 20 депутатів та голови.
- Голова ради: Вознюк Ярослав Леонтійович

### Керівний склад попередніх скликань
| Прізвище, ім'я, по батькові | Основні відомості                                                 | Дата обрання | Дата звільнення |
| --------------------------- | ----------------------------------------------------------------- | ------------ | --------------- |
| Фурманюк Федір Павлович     | Сільський голова, 1943 року народження, безпартійний              | 26.03.2006   | 31.10.2010      |
| Вознюк Ярослав Леонтійович  | Сільський голова, 1966 року народження, освіта вища, безпартійний | 31.10.2010   |                 |

Примітка: таблиця складена за даними сайту Верховної Ради України